# 北山坪遗址
北山坪遗址，位于中国甘肃省舟曲县，为一个省级文物保护单位，类型为古遗址。
北山坪遗址的历史年代为新石器时代至青铜时代。